# Wolf Christian von Wedel Parlow
Wolf Christian von Wedel Parlow (* 1937 in Prenzlau) ist ein deutscher Volkswirt und Autor.

## Leben
Wolf Christian von Wedel Parlow, ein Sohn des Literaturwissenschaftlers Ludolf von Wedel-Parlow, verbrachte Kindheit und Jugend in der Uckermark, in Böhmen und im Odenwald. Auf das Abitur am Heidelberger Kurfürst-Friedrich-Gymnasium im Jahre 1958 folgten drei Jahre Wehrdienst. Das anschließende Studium der Volkswirtschaftslehre in Heidelberg und Kiel beendete er 1965 mit dem Diplom. Zwischen 1966 und 1975 war er wissenschaftlicher Mitarbeiter bzw. Assistent an der FU Berlin, hauptsächlich am dortigen Osteuropa-Institut. Unterbrochen wurde diese Zeit 1967/68 durch einen einjährigen Forschungsaufenthalt an der Ökonomischen Hochschule in Prag. 1975 erfolgte die Promotion zum Dr. rer. pol. Von 1975 bis 2002 unterrichtete Wedel Parlow als Akademischer Rat bzw. Oberrat (seit 1989 korporationsrechtlich Prof.) Volkswirtschaftslehre an der Universität Wuppertal. Seit Eintritt in den Ruhestand befasst er sich mit literarischem Schreiben und zeitgeschichtlicher Forschung. Zwischen 2008 und 2014 war er Sprecher des Verbands deutscher Schriftsteller und Schriftstellerinnen Bergisches Land.

## Veröffentlichungen (Auswahl)
wirtschaftswissenschaftliche
- Vorstudien zur Analyse betrieblicher Zielbildungsprozesse im sowjetischen Sozialismus. Berlin: Osteuropa-Inst. an d. Freien Univ. 1976. ISBN 978-3-921374-07-8.
- Betriebliche Zielausrichtung und die Eignung der Preise als Instrument der Plandurchsetzung: zur Unhaltbarkeit des indirekt zentralen Ansatzes der sozialistischen Planung. Wuppertal: Fachbereich Wirtschaftswissenschaften der Gesamthochschule, 1976.
- Sozialpolitik als Instrument der Wachstumspolitik: das Beispiel der CSSR 1970–1980. Wuppertal: Fachbereich Wirtschaftswissenschaften der Gesamthochschule, 1982.
- Rural water supply and townward migration: report on a journey to Sudan in February 1985. Wuppertal: Fachbereich Wirtschaftswissenschaften der Bergischen Universität, 1986.
- mit Taissa Elezkich: Wettbewerb unter der Erblast des Sozialismus: das weißrussische Beispiel. Krämer-Verlag, Hamburg 2002. ISBN 978-3-89622-053-0.

literarische
- Drahomira: Roman. NordPark Verlag, Wuppertal 2008. ISBN 978-3-935421-29-4.
- Deutschlandhymnus: Gedicht. NordPark Verlag, Wuppertal 2011. ISBN 978-3-935421-61-4.
- Laufbekanntschaften: Erzählungen. Verlag Unibuch, Lüneburg 2013. ISBN 978-3-934900-13-4.
- Cola in Kadugli: Roman. Mitteldeutscher Verlag, Halle (Saale) 2020. ISBN 978-3-96311-388-8.
- Radsattelgeschichten: von Rostock nach Berlin. Mitteldeutscher Verlag, Halle (Saale) 2021. ISBN 978-3-96311-552-3.
- Nach Worten suchend. Gedichte. Selbstverlag Wolf Christian von Wedel Parlow, Wuppertal 2021.

zeitgeschichtliche
- Ostelbischer Adel im Nationalsozialismus: Familienerinnerungen am Beispiel der Wedel. V&R unipress – Vandenhoeck & Ruprecht, Göttingen 2017. ISBN 978-3-8471-0758-3.